# 國姓 (姓氏)
国姓是姓氏之一，在《百家姓》中排第354位。中国国姓人口约20万，在现代是不太常见的姓氏。

## 起源
- 出自姜姓，以官为氏。春秋时齐国有上卿国氏，乃是齐国公族，因是周天子亲自任命为辅国正卿，是以称国氏。其后代世袭上卿，后因田氏代齐，国氏成员逃往莒国，其后代遂以国氏为姓氏。
- 出自姬姓，以字为氏。春秋时郑国有公族名为公子发，字子国。其后代有以祖先的字命氏，称国氏。
- 出自百济国，为当时八大世袭贵族姓氏之一。据《三国史记》记载，百济由高句丽王子温祚于西汉末年所建，国氏为其开国功臣之后。百济国后被唐朝和新罗联军灭亡，其王族如义慈王和贵族部分被押解至陪都洛阳，其中的国氏后定居中原，逐渐汉化，遂成今日之“国”姓一支，称为河洛国氏。
- 出自国泰，满族人，姓富察氏，曾任山东巡抚。后被人诬陷遇难，诛九族，因此后人逃难改姓为“鬼（gui）”，最后又改回姓“国”。现在辽宁建平、北京延庆、张家口、內蒙古包头的后人皆以“国”为姓氏。[來源請求]
- 出自改姓：中华人民共和国建国后的一段时间内，福利院将收养的男孩姓党，女孩姓国，目的是讓這些不幸的孩子不忘黨和國家的關愛[1]（亦有說男的姓国，女的姓党[2]）。但之后人们会因此而得知其来自福利院，从而造成心理压力。因此后来改为按百家姓顺序取姓。
- 出自日本。国是日本古代氏族之一，有兩個不同的來源。一屬日本本土氏族（くに），天平20年（748年）的《寫書所解》中，有記載到一位名為「國百島」的右京六條三坊的戶主。[3]另一系属于渡来系氏族（こく）。据传源自百济的大姓八族之一的「国」，在《日本书纪》《北史》《太平御览》等古籍中均有记载。《日本书纪》“欽明天皇纪”中记载有「百济人德率国雖多」的名字；而《续日本纪》宝龟五年（774年）十月条载，「散位从四下国中连公麻吕卒。本是百济国之人也」。据传其祖父徳卒国骨富于天智天皇二年（663年）百济灭亡之际归化于日本。公麻吕因参与奈良东大寺卢舍那佛（大佛）的铸造而获四位官阶，并被授予「造东大寺次官」之职，並賜姓「國中連」（くになかむらじ）。[3]另，国氏亦据说起源于「国中村」，即今奈良县大和高田市大中一带，是百济系渡来人集中居住之地。后随着日本氏姓制度的发展，国氏分化为多个复姓，如“国井（こくい）”、“国枝（こくえ）”、“国保（こくぼ）”、甚至“小仓（こぐら）”、“小久保（こくぼ）”等。尽管如此，仍有人保持原本的一字姓“国”，如今在滋贺、兵库、石川等地仍可见姓国者的后裔。[4]| 日語寫法     | 日語寫法   |
| ------------ | ---------- |
| 日語原文     |            |
| 假名         |            |
| 平文式罗马字 | Kuni, Koku |
- 出自奄美。在奄美群島亦存在「国」这一字姓，主要分布于鹿儿岛县奄美市、大岛郡宇检村汤湾、大岛郡濑户内町等地。[5]
- 出自琉球。琉球本有大量含「国」字的姓氏，如「国頭」（くにがみ・くんじゃん）、「国場」（こくば・くくば）、「国吉」（くによし・くにし）等。明治初期琉球處分後，一部分反对並流亡清朝的琉球人（脱清人），在定居中国或海外的過程中，有人出於簡化自己族系出身之目的，将原姓改為「国」(琉球語：／〔〕／  ?。)[6] 越來家被認為是此類情況的其中一例。相傳在定居海外的過程中，因「越來（ぐぃーく）」與「國（くをく）」的讀音在閩東語（福州話）和廣東話的發音相近，遂採用「國」字作為姓氏。

## 郡望
- 下邳郡：今江苏邳县。

## 延伸阅读
[在维基数据编辑]
 《百家姓》
 《欽定古今圖書集成·明倫彙編·氏族典·國姓部》，出自陈梦雷《古今圖書集成》